# Marine kényane
La marine kényane est la branche navale des forces militaires kényanes. Son siège est à Mombasa. La marine kényane possède une base à Mombasa, Shimoni, Msambweni, Malindi, Kilifi et depuis 1995 une autre base située à Manda (partie de l'archipel de Lamu).

## Histoire
La marine kényane a été créée le 12 décembre 1964, exactement un an après l'indépendance du Kenya. Celle-ci avait été précédée par la Marine royale coloniale de l'Afrique de l'Est (Royal East African Navy - REAN). À la suite de la dissolution de la REAN en 1962, les chemins de fer et les ports de l'Afrique de l'Est ont assuré le contrôle des opérations navales dans les anciennes colonies d'Afrique de l'Est jusqu'à ce que les États indépendants établissent leurs propres marines .
En 1972, le major J.C.J. Kimaro a été promu lieutenant-colonel par le président Jomo Kenyatta et nommé premier commandant de la marine kényane. Il est décédé dans un accident de la route en 1978 et le major-général E.S. Mbilu a pris le commandement jusqu'à sa retraite en 1988, lorsque le brigadier J.R.E. Kibwana a été promu major-général et nommé commandant de la marine.
En 2010, il a été rapporté que le Marine Naval Special Warfare Group 4 des USA a aidé à la création d'une nouvelle unité spéciale  au sein de la marine kényane.
Le 4 septembre 2012, la marine kényane a bombardé la ville somalienne de Kismayo. Cela faisait partie d'une offensive de l'Union africaine pour capturer la ville des combattants d'al-Shabab pendant la guerre civile somalienne. Le port a été bombardé deux fois et l'aéroport trois fois. Selon un rapport de l'ONU, l'exportation de charbon de bois via Kismaayo était une source majeure de revenus pour le groupe al-Shabab .

## Flotte
| Classe Type                        | Origine                                      | Mis en service | Nombre | Nom N° coque                           | Photo |
| ---------------------------------- | -------------------------------------------- | -------------- | ------ | -------------------------------------- | ----- |
| Classe Jasiri Patrouilleur         | Chantier naval Gondan Espagne                | août 2012      | 1      | KNS Jasiri (P3124)                     |       |
| Classe P400 Patrouilleur           | Constructions mécaniques de Normandie France | acheté en 2011 | 1      | KNS Harambee II (P3134) ex-La Rieuse   |       |
| Classe Shupavu Patrouilleur        | Chantier naval Gondan Espagne                | 1998           | 2      | KNS Shujaa (P6129) KNS Shupavu (P6130) |       |
| Classe Nyayo Bateau lance-missiles | Vosper Thornycroft Royaume-Uni               | 1987           | 2      | KNS Nyayo (P3126) KNS Shupavu (P3127)  |       |
| Classe Madaraka Petit patrouilleur | Brooke Marine Royaume-Uni                    | 1974-76        | 1      | KNS Mamba (P3100)                      |       |
| Classe Defender Bateau semi-rigide | U.S. Coast Guard États-Unis                  | 2006           | 5      |                                        |       |
| Classe P101 Petit patrouilleur     | ARESA Espagne                                | 1995           | 5      | P943 à P947                            |       |